# Revolta de Nica

Mapa do palácio do hipódromo de Constantinopla, onde ocorreu a revolta

Revolta de Nica ou Nice aconteceu no ano de 532 no Hipódromo de Constantinopla, durando cerca de uma semana até que fosse contida pelo Imperador Justiniano I. Eclodiu porque houve uma dúvida sobre qual dos cavalos vencera a corrida: Nice era o cavalo pelo qual a população torcia, e chegara quase empatado com outro concorrente, o da equipa do Imperador. Consultado para resolver o dilema, Justiniano declarou que o vencedor era o seu cavalo. A plebe, enfurecida, rebelou-se e começou uma discussão entre as várias classes sociais.
A revolta, de facto, não se deu simplesmente por causa do resultado de uma corrida de cavalos, mas sim por uma série de motivos que já estavam acontecendo há muitos anos e incomodavam a população. A fome, a falta de moradia e, sobretudo, os altos impostos eram os maiores motivos de revolta.
Em Constantinopla existiam organizações desportivas rivais, que defendiam suas cores no hipódromo, onde a rivalidade desportiva refletia divergências sociais, políticas, e religiosas. Eram os Verdes, os Azuis, os Brancos e os Vermelhos. Esses grupos haviam-se transformado em "partidos políticos". Os Azuis reuniam representantes dos grandes proprietários rurais e da ortodoxia da Igreja Romana; já os Verdes, em matéria política, eram partidários da democracia pura ou anárquica, e incluíam em suas fileiras altos funcionários nativos das províncias orientais, comerciantes, artesãos e adeptos da doutrina monofisista (que queria ver em Jesus Cristo apenas a natureza divina), condenada pelo Concílio de Calcedônia.
Até então os imperadores tinham tentado enfraquecer um grupo, apoiando o outro. Justiniano recusou essa solução, provocando a união dos Verdes e Azuis, que se rebelaram. A rebelião se propagou rapidamente por toda a capital e ganhou grandes proporções.
A população queria uma diminuição dos altos impostos cobrados. Aos gritos de Nica! (quer dizer "Vitória"), os rebeldes massacraram a guarda real e dominaram quase toda a cidade, proclamando um novo imperador. Como descreve Auguste Bailly, a população atacou os edifícios que por sua majestade ou riqueza lhe pareciam simbolizar a ordem social que queria abater. Assim foi incendiada quase totalmente a Igreja de Santa Sofia, e o Palácio Imperial sofreu grandes devastações. Diante da gravidade da situação, Justiniano ameaçou deixar o trono, mas foi aconselhado por sua mulher Teodora, a qual disse:
| “ | Ainda mesmo que a fuga seja a única salvação, não fugirei, pois aqueles que usam a coroa não devem sobreviver à sua perda. Se quiseres fugir, César, foges. Tens dinheiro, teus navios estão prontos e o mar aberto. Eu, porém, ficarei. Gosto desta velha máxima: a púrpura é uma bela mortalha. | ” |

Diante disso, Justiniano decidiu reagir e encarregou o general Belisário de cercar o hipódromo e aniquilar os revoltosos. A revolta foi rapidamente reprimida pelo general que, ao lado de seu exército, degolou cerca de trinta mil pessoas. Com a oposição controlada, Justiniano pôde, a partir de então, reinar como um autocrata.